# 12 Stones
12 Stones är ett rockband från New Orleans, USA.

## Bandmedlemmar
Nuvarande medlemmar
- Paul McCoy – sång (2000 – ), gitarr (2012 – 2016)
- Eric Weaver – gitarr, bakgrundssång (2000 – ), kompgitarr
- Sean Dunaway – trummor (2014 – )

Tidigare
- Shawn Wade – basgitarr (2007 – 2009)
- Justin Rimer – kompgitarr (2007 – 2012)
- Kevin Dorr – basgitarr (2000 – 2004, 2009 – 2011)
- Pat Quave – trummor (2000)
- Greg Trammell – gitarr (2004 – 2007)
- DJ Stange – basgitarr (2007)
- Mike McManus – trummor, slagverk, bakgrundssång (2010 – 2011)
- Brad Reynolds – basgitarr (2011 - 2012)
- Aaron Gainer – trummor, slagverk, bakgrundssång (2000 – 2010, 2012 – 2014)
- Will Reed – basgitarr, bakgrundssång (2012 – 2014)

Nuvarande turnerande medlemmar
- Jon Rodriguez – gitarr (2016 – )
- David Troia – bas (2014 – 2016, 2017 –)
  - agerade även producent i senaste albumet Picture Perfect

Tidigare turnerande medlemmar
- Clint Amereno – basgitarr
- Aaron Hill – basgitarr
- Brandon "Squirly" Werrell – gitarr
- Stephen Poff – gitarr
- Cash Melville – gitarr
- Wally Worsley – gitarr

I Sverige är Paul McCoy mest känd för att det var han som sjöng "Wake Me Up"-delen i låten Bring Me to Life med Evanescence.

## Diskografi

### Album
| År   | Titel                   | Billboard 200 | Sålda exemplar |
| ---- | ----------------------- | ------------- | -------------- |
| 2002 | 12 Stones               | #147          | 138 734        |
| 2004 | Potter's Field          | #29           | 325 422        |
| 2007 | Anthem for the Underdog | #53           | 416 890        |
| 2012 | Beneath the Scars       | #197          | ?              |
| 2017 | Picture Perfect         | ?             | ?              |

### EP
- The Only Easy Day Was Yesterday - 2010
- Smoke and Mirrors Volume 1 - 2020

### Singlar
| År   | Låt                       | U.S. Mainstream Rock | Album                           |
| ---- | ------------------------- | -------------------- | ------------------------------- |
| 2002 | "Broken"                  | -                    | 12 Stones                       |
| 2002 | "The Way I Feel"          | -                    | 12 Stones                       |
| 2002 | "Crash"                   | -                    | 12 Stones                       |
| 2004 | "Far Away"                | #38                  | Potter's Field                  |
| 2004 | "Photograph"              | -                    | Potter's Field                  |
| 2007 | "Lie to Me"               | #24                  | Anthem for the Underdog         |
| 2008 | "Anthem For The Underdog" | #26                  | Anthem for the Underdog         |
| 2008 | "Adrenaline"              | #23                  | Anthem for the Underdog         |
| 2009 | "Broken Road"             | -                    | Anthem for the Underdog         |
| 2010 | "We Are One"              | #30                  | The Only Easy Day Was Yesterday |
| 2011 | "Bulletproof"             | -                    | Beneath the Scars               |
| 2012 | "Worlds Collide"          | -                    | Beneath the Scars               |
| 2012 | "Infected"                | -                    | Beneath the Scars               |
| 2012 | "Psycho"                  | -                    | Beneath the Scars               |